# Martin Heisler

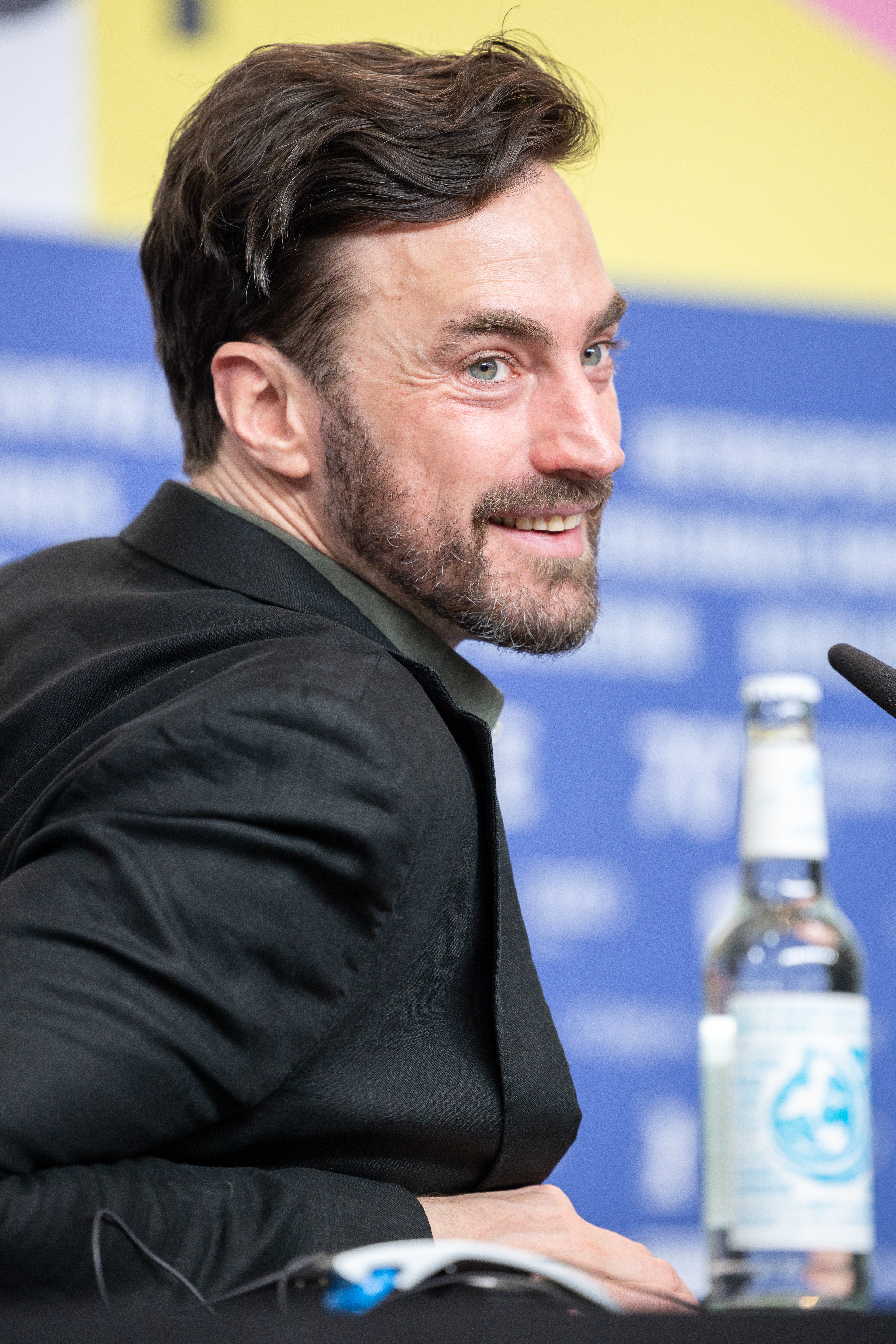
Martin Heisler, 2020

Martin Heisler (* 7. Februar 1977 in Aachen) ist ein deutscher Filmproduzent mit Lebensmittelpunkt Berlin.

## Werdegang
Nach seiner Ausbildung zum Kaufmann für Audiovisuelle Medien beim Westdeutschen Rundfunk (WDR) in Köln hat Martin Heisler an der Deutschen Film- und Fernsehakademie Berlin (dffb) Kreative Film- und Fernsehproduktion studiert. Er arbeitete bereits als Student als Produktionsleiter, Aufnahmeleiter und Produzent im Filmgeschäft. Nach Abschluss des Studiums 2007 mit Bastian Günthers Debütfilm Autopiloten, gründete Heisler 2008 die Berliner Produktionsfirma Lichtblick Media. Seit 2011 ist er alleiniger Gesellschafter und Geschäftsführer.
Heisler ist Mitglied der Deutschen und der Europäischen Filmakademie, Absolvent von EAVE (European Audiovisual Entrepreneurs), Mitglied im Produzentenverband und Dozent für Film- und Fernsehproduktion (u. a. an der dffb). Es konnten bereits zahlreiche Festivalerfolge und Preise gefeiert werden, u. a. 2010 auf der Berlinale mit der Premiere des Dokumentarfilms David wants to fly von David Sieveking, dessen Film Vergiss mein nicht 2012 beim Filmfestival in Locarno den Hauptpreis der „Semaine de la critique“ gewann. 2016 gewann Morris aus Amerika in den USA beim Sundance Filmfestival zwei der Hauptpreise.

## Produktionsfirma Flare Film
Das Team von Flare Film (vormals Lichtblick Media) besteht aus Martin Heisler als Geschäftsführer und Produzent, Gabriele Simon (Stoffentwicklung, Produktion Spielfilm), Katharina Bergfeld (Produktion Dokumentarfilm), Ruth Ersfeld (kaufmännische Leitung, Herstellungsleitung) und einer Auszubildenden. Die Produktionsfirma steht für die Entwicklung von Stoffen für nationale und internationale Kino- und Fernsehproduktionen sowohl im Spielfilm- als auch im Dokumentarfilmbereich, als auch Filmen für das Arthouse-Kino. Laut Homepage arbeitet das Unternehmen „auf eine langfristig kontinuierliche Zusammenarbeit mit Autoren und Regisseuren hin, die sich durch kreatives Talent und eine besondere Handschrift auszeichnen.“

## Filmografie (Auswahl)
- 2005: Ende einer Strecke, Regie: Bastian Günther, FIRST STEPS AWARD, (Spielfilm)
- 2007: Autopiloten, Regie: Bastian Günther (Spielfilm)
- 2009: Wenn die Welt uns gehört, Regie: Judith Kruska und Antje Keil (Spielfilm)
- 2010: Tough Men, Regie: Tanja Hamilton (Dokumentarfilm)
- 2010: David wants to fly, Regie: David Sieveking (Dokumentarfilm)
- 2011: Ameisen gehen andere Wege, Regie: Catharina Deus (Spielfilm)
- 2012: Batman at the Checkpoint, Regie: Rafael Balulu (Kurzfilm)
- 2012: Vergiss mein nicht, Regie: David Sieveking (Dokumentarfilm)
- 2013: Die schöne Krista, Regie: Antje Schneider & Carsten Waldbauer (Dokumentarfilm)
- 2013: Einzelkämpfer, Regie: Sandra Kaudelka (Dokumentarfilm)
- 2013: Houston, Regie: Bastian Günther (Spielfilm)
- 2015: Nachspielzeit, Regie: Andreas Pieper (Spielfilm)
- 2016: Die Prüfung, Regie: Till Harms (Dokumentarfilm)
- 2016: Morris aus Amerika, Regie: Chad Hartigan (Spielfilm)
- 2017: Leichtmatrosen, Regie: Stefan Hering, SWR/ARD-Degeto (Spielfilm)
- 2017: LOMO – The Language of Many Others, Regie: Julia Langhof (Spielfilm)
- 2017: Die Anfängerin, Regie: Alexandra Sell (Spielfilm)
- 2017: Eingeimpft, Regie: David Sieveking (Dokumentarfilm)
- 2018: Berlin Bouncer, Regie: David Dietl (Dokumentarfilm)
- 2019: Im Niemandsland, Regie: Florian Aigner (Spielfilm)
- 2019: Was gewesen wäre, Regie: Florian Koerner von Gustorf (Spielfilm)
- 2019: Verteidiger des Glaubens (Dokumentarfilm)
- 2020: Kids Run
- 2021: Glück
- 2021: Räuberhände
- 2021: Nö
- 2021: Everything Will Change
- 2022: Anima – Die Kleider meines Vaters

## Auszeichnungen
- 2005 First Steps Award für Ende einer Strecke von Bastian Günther
- 2007 MFG-Star für Autopiloten von Bastian Günther
- 2011 Berlin Today Award für Batman at the Checkpoint von Rafael Balulu
- 2013 Nominierung Deutscher Filmpreis für Vergiss mein nicht von David Sieveking
- 2013 Sundance Filmfestival Internationale Wettbewerb mit Houston von Bastian Günther
- 2015 Max-Ophüls Festival Saarbrücken; Juror „Kurzfilm“
- 2016 Berlinale, Juror „Made in Germany – Förderpreis Perspektive“
- 2016 Sundance Filmfestival US-Wettbewerb mit Morris aus Amerika von Chad Hartigan (Drehbuch- und Hauptdarstellerpreis)